# فيك لين
فيك لين هو لاعب هوكي الجليد كندي، ولد في 26 يناير 1925 في ساسكاتون في كندا، وتوفي بنفس المكان في 6 ديسمبر 2010.

## وصلات خارجية
- فيك لين على موقع دوري الهوكي الوطني (الإنجليزية)
- فيك لين على موقع قاعة مشاهير الهوكي (لاعب أن.إتش.أل) (الإنجليزية)
- فيك لين على موقع EliteProspects.com (الإنجليزية)
- فيك لين على موقع HockeyDB.com (الإنجليزية)
- فيك لين على موقع Hockey-Reference.com (الإنجليزية)